# Tsukasa Masuyama
Tsukasa Masuyama (益山 司 Masuyama Tsukasa?), född 25 januari 1990 i Gifu prefektur, är en japansk fotbollsspelare.
Masuyama började sin karriär 2008 i JEF United Chiba. 2010 blev han utlånad till Oita Trinita. 2012 flyttade han till Matsumoto Yamaga FC. 2013 flyttade han till FC Gifu. Han spelade 114 ligamatcher för klubben. Han avslutade karriären 2016.